# 銨汞齊
銨汞齊，又稱銨汞合金（英語：Ammonium amalgam），是由銨和水銀形成的合金，其結構與氨（NH3）和酸（HX）反應生成的銨鹽（NH4X）非常相似，其性質則較接近鹼鹽（MX），特別是鉀鹽，這是由於鉀和銨離子的離子半徑相近，同時銨汞齊也具有合金的性質。因此，早期，許多科學家試圖制取類似鹼金屬的銨金屬，因為理論上，能將合金分離成多種金屬單質，所以只有設法分離銨汞齊的銨與汞來嘗試獲得金屬銨，但目前尚未成功，而現行理論則認為標準狀態下金屬銨無法存在，在標準狀態下，金屬態的銨很可能只有在與汞形成合金時能穩定存在。

## 歷史
1808年英國化學家漢弗里·戴維和瑞典化學家永斯·貝采利烏斯首次制取銨汞齊。他們由電解氯化銨在汞陰極形成灰色、海綿狀的金屬性物質。最近的研究顯示了結構的形式被假設成 H3N - Hg - H，這可能只溶解於汞為穩定的。若銨汞齊在室溫下接觸到水或酒精就容易分解:
{\displaystyle \mathrm {2\ H_{3}N{-}Hg{-}H\ {\xrightarrow {\Delta T}}\ 2\ NH_{3}+H_{2}+2\ Hg} }